# Hypostomus scaphyceps
Hypostomus scaphyceps es una especie de peces de la familia Loricariidae en el orden de los Siluriformes.

## Morfología
Los machos pueden llegar alcanzar los 3,5 cm de longitud total.

## Distribución geográfica
Se encuentran en Sudamérica: cuenca del río Paranapanema.